# Kristian Bezuidenhout
Kristian Bezuidenhout (* 1979 in Südafrika) ist ein australischer Fortepianospieler, Cembalist und Pianist südafrikanischer Herkunft.
Er gilt als Fachmann für die historische Aufführungspraxis und speziell für historische Tasteninstrumente, ist aber auch dem heutigen Konzertflügel verbunden. „Als Grenzgänger zwischen Komposition und Improvisation verleiht er seinen Deutungen klassischer Werke eine Lebendigkeit, die man in der Alten Musik selten zu hören bekommt.“ International bekannt wurde Kristian Bezuidenhout, als er im Jahr 2001 als 21-Jähriger den Ersten Preis und den Publikumspreis beim internationalen Wettbewerb Musica Antiqua in Brügge gewann.

## Werdegang und Ausbildung
Kristian Bezuidenhout wurde 1979 in Südafrika geboren. Er wuchs zusammen mit Schwester und Bruder in einem für die Klassische Musik begeisterten Elternhaus in King William’s Town im östlichen Südafrika auf. Bezuidenhouts Liebe zur Klassischen Musik drückte sich zunächst in einer intensiven Sammlerleidenschaft für klassische Schallplattenaufnahmen aus. Aus privaten, aber auch aus politischen Gründen verließen seine Eltern 1988 mit ihrer Familie Südafrika und siedelten nach Australien um; sie wollten nicht unter dem System der Apartheid leben. Ersten Klavierunterricht nahm Bezuidenhout ab 1988 in Australien. Er trieb seine Pianistenausbildung dort kontinuierlich voran. Er setzte seine Klavierstudien an der Eastman School of Music in Rochester (Bundesstaat New York) fort. Zu Beginn studierte er bei Rebecca Penneys das Spiel auf dem modernen Klavier. Früh wandte er sich den historischen Instrumenten zu. Er studierte Cembalo bei Arthur Haas, Hammerklavier bei Malcolm Bilson und Continuo-Spiel und -Aufführungspraxis bei Paul O’Dette.

## Musikalisches Wirken
Bezuidenhout gastierte als Pianist bei zahlreichen namhaften Ensembles für die historisch informierte Aufführungspraxis wie dem Freiburger Barockorchester, Concerto Köln, dem Collegium Vocale Gent oder bei Les Arts Florissants. Ebenso war er bei weltweit führenden Symphonieorchestern zu Gast wie dem Concertgebouw-Orchester in Amsterdam, dem Chicago Symphony Orchestra oder dem Gewandhausorchester Leipzig. Dabei agierten Dirigenten wie John Eliot Gardiner, Philippe Herreweghe, Trevor Pinnock, Frans Brüggen, oder Giovanni Antonini als seine Partner. Bezuidenhout wirkte mit Solisten wie Jean-Guihen Queyras, Isabelle Faust, Sol Gabetta, Alina Ibragimova, Carolyn Sampson, Anne Sofie von Otter und Matthias Goerne musikalisch zusammen. Vom Klavier aus leitete er Ensembles wie The English Concert, Tafelmusik, Juilliard415, die Kammerakademie Potsdam, das Chiaroscuro Quartet oder das niederländische Orchester des 18. Jahrhunderts. Als Liedpianist spielte Bezuidenhout zusammen mit Mark Padmore Lieder von Haydn, Mozart, Beethoven und Schumann ein.
Seit 2009 kooperiert Bezuidenhout bei Klavieraufnahmen mit dem Label Harmonia Mundi. Auszeichnungen erhielten unter anderem seine Einspielungen der gesamten Klaviermusik von Mozart, der Klavierkonzerte von Mendelssohn mit dem Freiburger Barockorchester und Schumanns Dichterliebe mit Mark Padmore. Das Gramophone Magazine nominierte ihn 2013 zum „Künstler des Jahres“.
Mit Beginn der Spielzeit 2017/2018 hat Kristian Bezuidenhout an der Seite von Gottfried von der Goltz die künstlerische Leitung des Freiburger Barockorchesters in der Nachfolge von Petra Müllejans für drei Spielzeiten übernommen. Mit diesem Orchester verbindet Bezuidenhout eine langjährige, enge Zusammenarbeit. Das Schlüsselerlebnis für Kristian Bezuidenhout in Hinsicht auf das Freiburger Barockorchester schon in seiner Zeit als Plattensammler war die Aufnahme von Bachs h-Moll-Messe unter Thomas Hengelbrock. 1999 machte er als Zuhörer dann ähnlich beeindruckende Live-Erfahrungen mit diesem Orchester in einem Konzert mit Elisabeth und Andreas Scholl in London. Dort standen das Stabat Mater von Pergolesi und Bach-Kantaten auf dem Programm. Bezuidenhouts Wunsch, mit diesem Orchester selbst zu musizieren, ging dann erstmals im Mai 2007 in Barcelona in Erfüllung. Als Vertretung spielte er dort ein Mozart-Klavierkonzert unter Gottfried von der Goltz.
Kristian Bezuidenhout wirkt als Gastprofessor an der Schola Cantorum Basiliensis und an der Eastman School of Music.

## Künstlerische Wertung
In einem Interview mit Miquel Cabruja beschreibt er seine innere Entwicklung zu den historischen Tasteninstrumenten: „Als ich im Alter von zehn Jahren mit meiner Ausbildung begann, spielte ich natürlich auf einem modernen Klavier. Mit etwa 14 Jahren merkte ich, dass Tschaikowsky oder Prokofjew nicht wirklich interessierten. Stattdessen faszinierten mich Haydn und Mozart. Ich stand aber vor einem unlösbaren Problem: Ich wollte diese Musik von Mozart und Haydn genauso aufregend und energievoll gestalten wie die erstgenannte. Will man aber Mozart oder Haydn interpretieren, so kann man auf den modernen Instrumenten natürlich nicht einfach energiegeladen loslegen! Ich fühlte mich wie in einer Zwangsjacke. Aber: Auf einem Hammerklavier ist genau dies möglich, wonach ich mich immer gesehnt hatte. Man kann Leidenschaft und Emotionen in die Musik legen, […] ohne dass es jemals grob oder übertrieben klänge.“ Die Entdeckung des Hammerklaviers, insbesondere bezogen auf Mozarts Klaviermusik, war für Kristian Bezuidenhout eine grundlegende Befreiung. Die Spielweise dieses Instruments erfordert größte Sorgfalt, denn nur „wenn man die Schleusen eines Hammerklavieres öffnet […] gehen die Beschränkungen vergessen.“ Nur so kann Mozarts Klaviermusik mit jener „unerhört einnehmenden Klangsinnlichkeit“ wiedergegeben werden, die die Konzerte oder Aufnahmen von Kristian Bezuidenhout auszeichnen.

## Diskografie (Auswahl)
Solomusik
- Wolfgang Amadeus Mozart: Klaviermusik. Vol. 1. (Sonaten KV 533, KV 570, Fantasie KV 475, Variationen KV 455.) Harmonia Mundi, 2010.[11]
- Wolfgang Amadeus Mozart: Klaviermusik. Vol. 2. (Sonaten KV 330, KV 457, Rondos KV 485 und 511, Adagio KV 540.) Harmonia Mundi, 2011.[12] Hammerflügel nach Anton Walter von Paul McNulty
- Wolfgang Amadeus Mozart: Klaviermusik. Vol. 3. (Sonaten KV 332 und KV 333, Variationen KV 613, Fantasie KV 396.) Harmonia Mundi, 2012.[13]

Kammermusik
- Ludwig van Beethoven: Violin-Sonaten Nr. 3 und Nr. 9. Mit Viktoria Mullova (Violine). Onyx.[14]
- Wolfgang Amadeus Mozart: Violinsonaten. KV 296, KV 360, KV 379, KV 545. Mit Petra Müllejans (Violine). Harmonia Mundi, 2009.[15]

Lieder
- Franz Schubert: Die schöne Müllerin. Mit Jan Kobow (Tenor). Atma Classique, 2005.[16] Hammerflügel nach Conrad Graf von Paul McNulty
- Franz Schubert: Schwanengesang. Mit Jan Kobow (Tenor). Atma Classique, 2007.[17]
- Robert Schumann: Dichterliebe / Liederkreis op. 24. Mit Mark Padmore (Tenor). Harmonia Mundi, 2010.[18]

Solokonzerte / Orchesterwerke
- Felix Mendelssohn Bartholdy: Klavierkonzert A-Dur; Konzert für Violine, Klavier und Orchester. Mit Freiburger Barockorchester, Gottfried von der Goltz. Harmonia Mundi, 2011.[19] Erard 1837, Hammerflügel
- Ludwig van Beethoven: Klavierkonzerte Nr. 2 und Nr. 5. Mit Freiburger Barockorchester unter der Leitung von Pablo Heras-Casado.[20] Hammerflügel nach Graf 1824 von R.Regier